# Roserittet
La Roserittet o "Cursa de les roses" és una competició ciclista per etapes que es disputa anualment al voltant de Horten (Noruega). Creada el 1954 amb el nom de Hortensrittet, el 1958 canvià al nom actual per commemorar el centenari de Horten (anomenada "ciutat de la rosa"). El 2006 forma part de l'UCI Europa Tour.

## Palmarès
| - 1954 Reidar Schöne - 1955 Odd Berg - 1956 Per Digerud - 1957 Per Digerud - 1958 Per Digerud - 1959 Fredrik Kveil - 1960 Per Digerud - 1961 Jørgen B. Jørgensen - 1962 No disputada - 1963 Fredrik Kveil - 1964 Tore Milsett - 1965 Rolf Sogn Olsen - 1966 Siggen Realfsen - 1967 Thorleif Andresen - 1968 Tore Milsett - 1969 Thorleif Andresen - 1970 Willie Juul Pedersen - 1971 Leif Yli - 1972 No disputada - 1973 Tom Larsen - 1974 Thorleif Andresen - 1975 No disputada - 1976 Geir Digerud - 1977 Stein Bråthen - 1978 Jon Rangfred Hanssen - 1979 Morten Sæther - 1980 Ole Kristian Silseth - 1981 Stein Bråthen - 1982 Ole Kristian Silseth - 1983 Dag Otto Lauritzen - 1984 Torje Alstad - 1985 Anstein Hope | - 1986 Erik Johan Sæbø - 1987 Arnstein Raunehaug - 1988 Atle Pedersen - 1989 Dag Erik Pedersen - 1990-92 No disputada - 1993 Vegard Øverås-Lied - 1994 Trond Bjerkly - 1995 Egil Andersen - 1996 Kurt Asle Arvesen - 1997 Svein Gaute Hølestøl - 1998 Øyvind Lillehagen - 1999 Stefan Repshus - 2000 Martin Vestby - 2001 Steffen Kjærgaard - 2002 Jan Jespersen - 2003 Steffen Kjærgaard - 2004 Mathias Carlsson - 2005 Gabriel Rasch - 2006 Jos van Emden - 2007-08 No disputada - 2009 Kristian Forbord - 2010 No disputada - 2011 Audun Brekke Fløtten - 2012 Bjørn Tore Hoem - 2013 Håvard Blikra - 2014 Frederik Wilmann - 2015 Åsmund Løvik Romstad - 2016 Adrian Gjølberg |